# Santuari de la Mare de Déu de la Bona Pau
El Santuari de la Mare de Déu de la Bona Pau és una petita església de Mallorca situada al Puig de Sant Miquel del terme de Montuïri.

## Història
Les terres sobre les quals es construirà l'església sembla que després de la conquesta de Mallorca de 1229 anaren a parar a mans de l'Orde del Temple juntament amb l'alqueria de Mianes. L'extinció d'aquesta ordre provocà que les seves possessions passassin a l'Ordre de l'Hospital el 1314.
La primera notícia sobre una construcció al cim del puig de Sant Miquel la documentam l'any 1395 en una donació a l'ermità Bartomeu Aguilar per a pagar dues cases que havia construït a l'anomenat puig de Romanyà. Sembla que llavors ja existiria una petita capelleta dedicada a la Mare de Déu amb un nínxol excavat a la roca i aprofitant el desnivell entre el pati de la cisterna i el del lledoner.
Durant quasi dos segles hi ha un silenci sobre l'edifici fins quan el 1516 reapareix al «Llibre de Consells» esmentant l'existència d'una església dedicada a sant Miquel ja sota la protecció de la Universitat de Montuïri. A les darreries de segle, 1598, s'hauria construït una nova cambra i coberta. El 1587 s'hi documenta una talla de sant Miquel, que el segle xvii seria substituïda per una de nova. El 1596, l'honor Pere Soler demanà als jurats de Montuïri per establir-hi una escola per nins.
Entre 1645 i 1713 es porta a terme una reforma important de l'oratori perquè aquest es trobava en un estat ruïnós. L'obra resultant sembla que s'aproparia força a l'aspecte de l'edifici que ha arribat fins als nostres dies. El 1695 hi va haver un projecte per a fundar-hi un convent franciscà però no reeixí.
Pel que fa a l'advocació del santuari, històricament fou dedicat a sant Miquel. El 1646 es documenta la col·locació d'una imatge de la Mare de Déu de la Bona Pau, que és la primera vegada que es relaciona aquesta advocació amb el santuari. El 1682 es fundà la confraria de la Mare de Déu de la Bona Pau, i el 1724 es documenta per primera vegada el nom de Santuari de la Mare de Déu de la Bona Pau, en detriment del de Sant Miquel. La imatge de la marededeu fou renovada el 1845 i restaurada 1987.
A partir del segle xviii estigué sota la jurisdicció de l'Ajuntament i la Parròquia, i gestionada per un regidor que rebia el títol batle del Puig. El 1836 l'ajuntament mana reparar l'escala del cor, la sala i acabar el sòtil. Entre els anys 1840-1869 es construeix una coberta de voltes per a substituir l'antic sòtil de canyís i morter. El 1870 les terres del Puig de Sant Miquel són subhastades, tot i les gestions en contra de l'ajuntament, aplicant les lleis de desamortitzacions de béns comunals decretades pel ministre Madoz el 1855. El nou propietari en fou Lluís Bonet i Pou, però poc després la comprà Cristòfol Serra. El 1895 l'adquirí Leocàdia de Togores i Safortesa, comtessa d'Aiamans.
L'any 1909 el puig de Sant Miquel passà a les Religioses de les llars del Temple, popularment les vermelletes, en compliment de la darrera voluntat de la comtessa d'Aiamans. El 1941 es reforma parcialment la façana, es reparen alguns elements interiors i es construeix la carretera nova per accedir al cim. Des de 1974 s'hi explota un local de restauració annex. El 1991 el Puig i les Rotes foren declarades Àrea natural d'especial interès (ANEI).

## Descripció
L'oratori presenta una façana amb quatre pilastres (dues a l'extrem i dues vora el portal). Al portal hi trobam un llindar amb la data de 1941 i just a sobre un frontó semicircular amb un petit nínxol que conté la figura de Sant Miquel derrotant el Dimoni. Per damunt s'hi localitza un rellotge de sol molt deteriorat, també un ull de bou i coronant la façana una testera amb quatre hídries (acabant cada una sobre una pilastra) i una espadanya al centre.
Ja dins l'oratori presenta una tipologia rural amb una planta rectangular de 15 m per a 7,5 m. Només disposa d'una nau amb dues capelles laterals a cada costat determinades pels arcs de la volta de canó que cobreix l'edifici. A l'absis es conforma una elegant copinya que emmarca el retaule major de tres carrers amb una imatge de la Mare de Déu de la Bona Pau al centre, a la dreta l'arcàngel Sant Miquel i a l'esquerra Sant Joan Baptista. Al centre de la nau, al costat esquerre, trobam la trona i als peus la tribuna del cor amb una escala a la dreta.

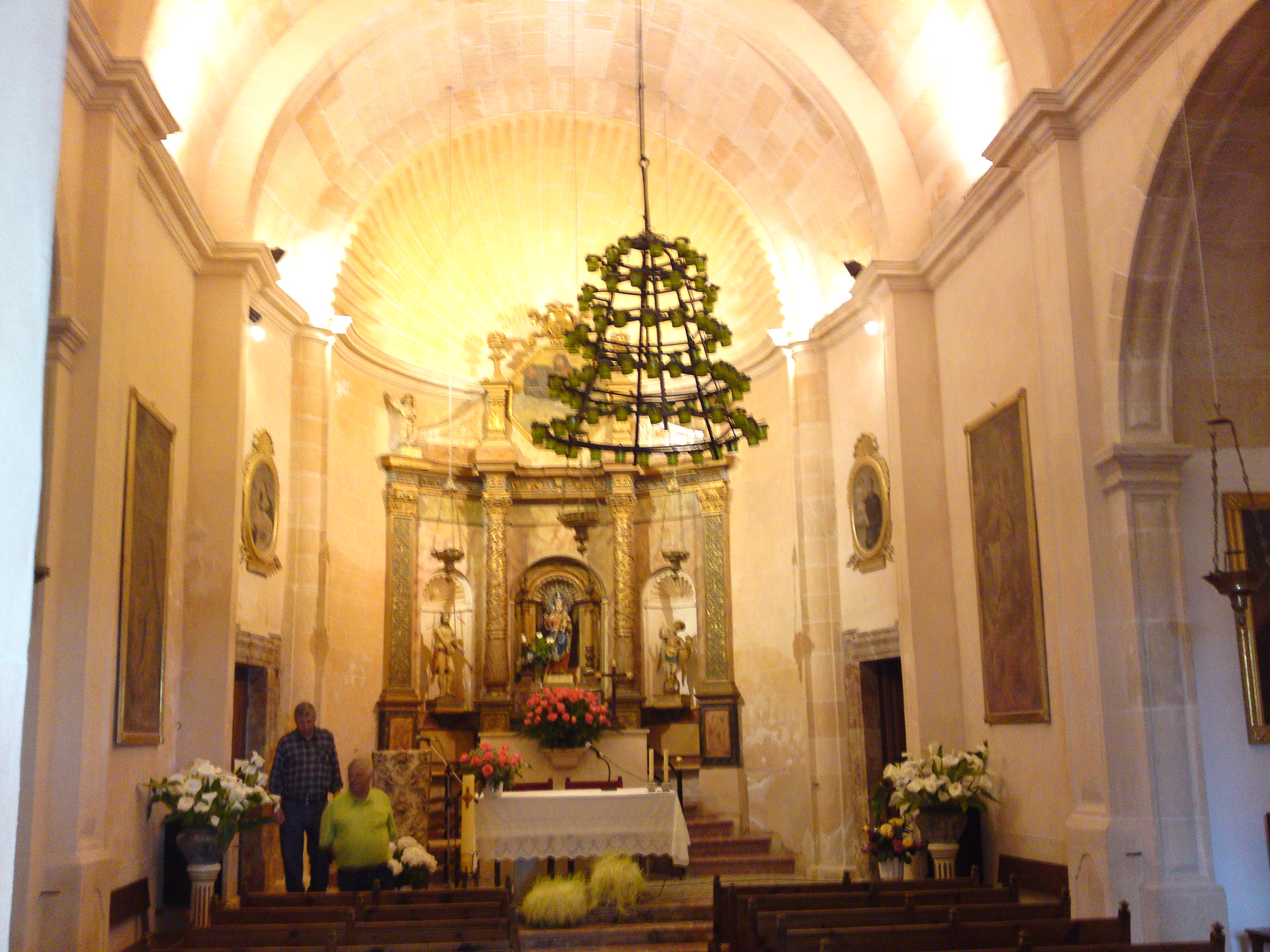
Interior de l'oratori amb vista al retaule major
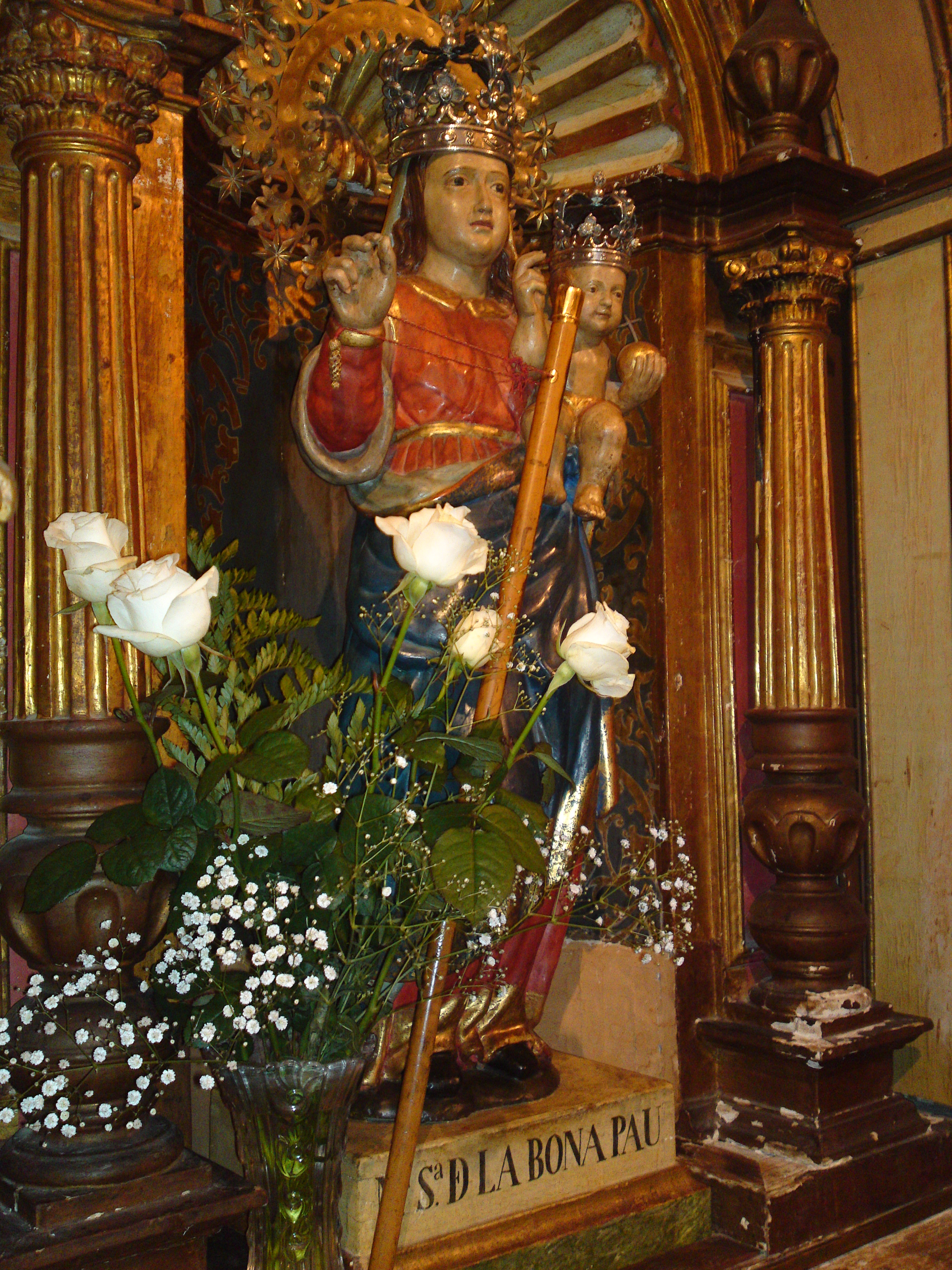
Imatge de la Mare de Déu de la Bona Pau
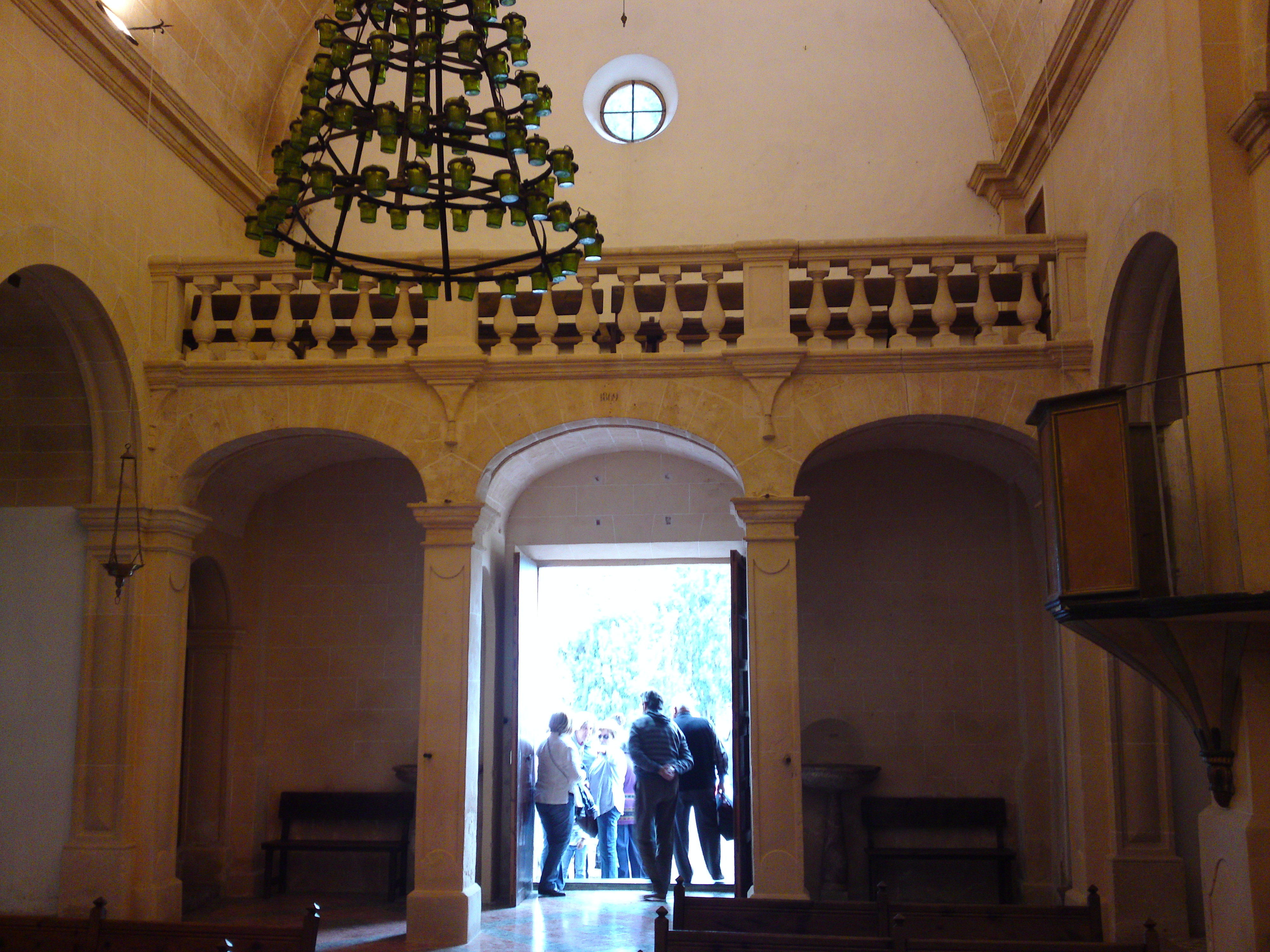
Vista de la porta i el cor de l'oratori